# انفجار تونغوسكا

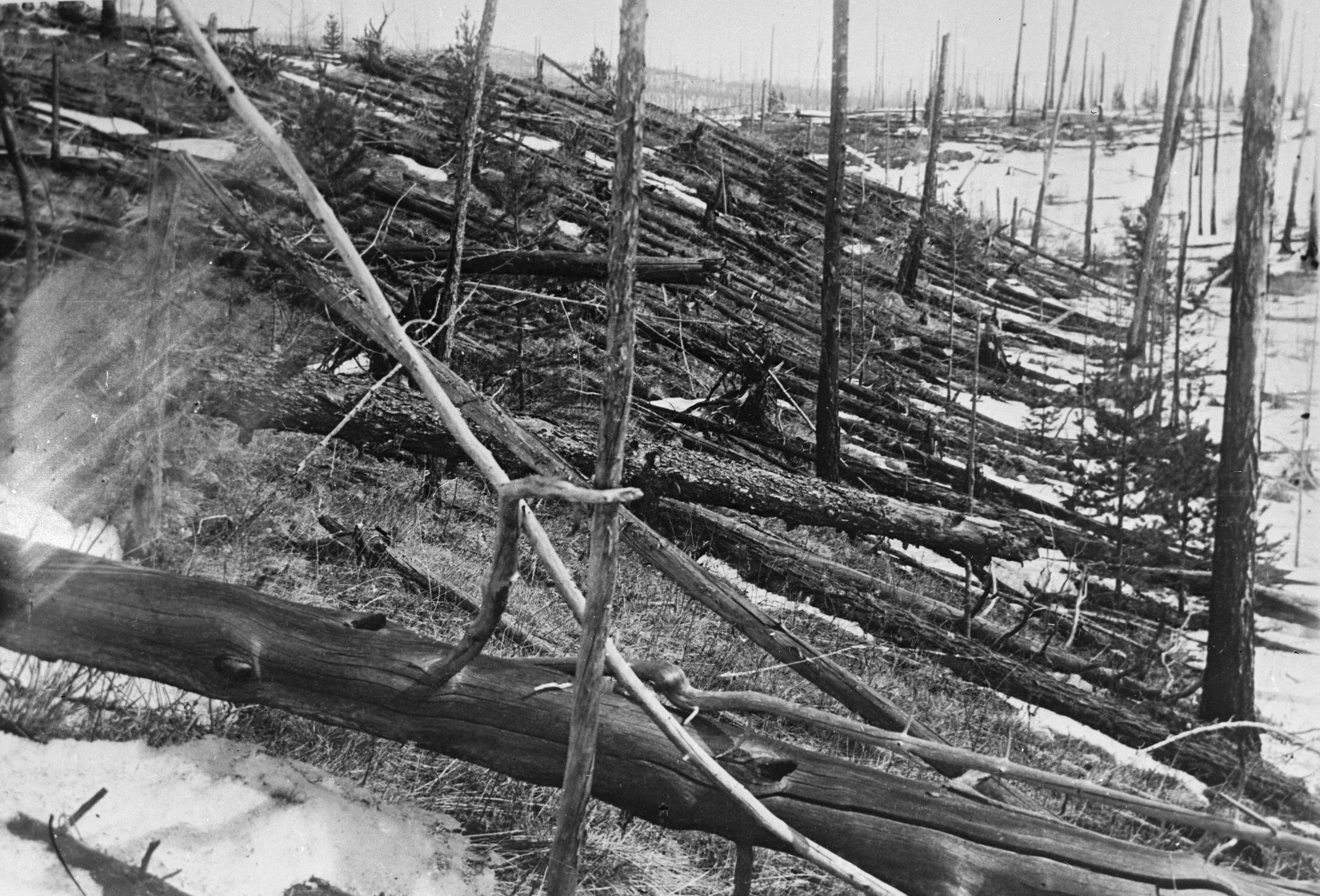
أشجار أخرى متساقطة.

انفجار تونغوسكا، كارثة مجهولة السبب، وقعت في الساعة 7:17 يوم 30 يونيو عام 1908 بالقرب من نهر تونغوسكا في بودكامينايا (افينكيا، سيبيريا في روسيا) (إحداثيات الموقع ). خلفت ظاهرة تونغوسكا أكثر من 30 فرضية ونظرية حول حقيقة ما وقع، بدا بعضها معقولاً ومقبولاً كاصطدام مذنب بالأرض وبعضها الآخر غير منطقي كانفجار سفينة فضائية أو طبق طائر فوق المنطقة.

## بعثات
نُظّمت أولى البعثات العلمية الروسية لاستبيان ما حدث بعد نحو 19 عامًا على الحادثة، ولم يغامر العلماء في استكشاف المنطقة المنكوبة إذ ترددوا في الذهاب إلى منطقة مليئة بالمستنقعات وبعيدة جدًا. في نهاية الأمر عندما وصلوا إليها أذهلهم منظر الدمار الشاسع الذي شاهدوه، إذ كانت الأشجار المتفحمة ملقاة في صفوف على امتداد الأفق. وبحثوا دون جدوى عن فوهة بركانية في المنطقة محاولين العثور على شظايا نيزك أو كويكب أو جرم فضائي ولكنهم لم يعثروا على شيء.
كان الجيولوجي ليونيد كوليك من الأكاديمية السوفييتية للعلوم أول من زار الموقع عام 1927، حيث سمع من شهود عيان في قرى مجاورة تحدثوا عن مشاهدتهم لكرة نارية تخترق صفحة السماء بضجيج مرعب أعقبها انفجار دفع الناس إلى القفز مذعورين. وفهم كوليك بأن شيئاً غير مسبوق قد حدث في المنطقة، وكانت الأشجار الساقطة بنظام هي الدليل الوحيد على حدوثه.
وخلال السنوات الأربع عشرة اللاحقة للانفجار أُرسلت 4 بعثاتِ استكشافٍ أخرى إلى تونغوسكا برئاسة كوليك، وصوّرت الأشجار المسوّاة بالأرض وجرى البحث داخل المستنقعات والبرك المائية عن شظايا النيزك دون جدوى. ومن بين عشرات الشهادات التي تم تسجيلها ظهرت روايات متناقضة. فقد أكد تقريبًا نصف الشهود أنهم شاهدوا كرة نارية تحترق شمالاً، في حين أكد آخرون بأنها سارت عبر مسرب غربي أو شمالي غربي، وعلى الرغم من هذا التناقض بدا كوليك مقتنعًا بأن نيزكاً هو الذي تسبب بهذا الدمار.
مات كوليك عام 1942 كسجين حرب، وتوقفت البعثات الاستكشافية. ولم يزر أحدٌ المنطقة حتى أواخر الأربعينيات، حين قَدّم ألكسندر كازانتسيف، وهو مهندس من الجيش الروسي، قصة قصيرة عام 1946 افترض فيها أنه لا يمكن أن يكون هذا الدمار الشامل من فعل نيزك، ولكنه تمّ بسبب انفجار نووي. وبما أن الإنسان لم يكن عام 1908 قد توصل إلى التفجير النووي فلا بد أن يكون السبب سفينة فضائية أو طبق طائر متفجر. أعيد نشر هذه القصة في الاتحاد السوفياتي مرات عدّة وحاول علماء سيبيريا الشبان التثبّت من صحة هذه النظرية التي وضعت في كتاب تحت عنوان "ضيف من الفضاء A Visitor from Outer Space"، وتوقعوا حلّ هذا اللغز في غضون عامين ولكنهم كانوا مخطئين. تم إرسال بعثتين علميتين إلى المنطقة عامي 1959 و1960، بهدف البحث عن دليل الارتفاع المستوى الإشعاعي وتنقيب الموقع بحثاً عن شظايا شهاب متفجّر دون أن يتم العثور على أي دليل مادي، ما دفع العلماء إلى الافتراض بأن المسألة أعقد مما يتصورون، وظل الغموض يكتنف الموضوع لمدة عقدين كاملين خصوصاً أن المنطقة أُغلقت وحُظرت على الأجانب لإجراء بحوث فيها تتعلق بالتكنولوجيا العسكرية السوفياتية.

## نظريات
كرّس المهندس يوري لافبين اثنتي عشرة سنة من حياته للبحث عن أثر «نيزك تونغوسكا»، وهو يعتقد أنه ألقى الضوء على أحد أكبر ألغاز القرن العشرين رغم الشكوك في الأوساط العلمية. يترأس لافبين مؤسسة «ظاهرة تونغوسكا الفضائية» في كراسنويارسك؛ وتضم هذه المؤسسة خمسة عشر متحمساً من علماء الجيولوجيا والكيمياء والفيزياء، إضافة إلى متخصصين في علم المعادن، وهم يقومون منذ عام 1994 بتنظيم بعثات علمية إلى مكان الكارثة. وبحسب فرضية لافبين فإن اصطداما وقع بين مذنب وصحن طائر غامض على علو 10 كيلومترات مما تسبب بالكارثة.
ويؤكد لافبين وفريقه أنهم عثروا خلال إحدى البعثات أواخر يوليو (تموز) الماضي على ضفاف بودكامينايا تونغوسكا بين قريتي بايكيت وبوليغوس تحديداً، على حجرين أسودين غريبين بشكل مكعبين متساويي الأضلاع، إذ يبلغ ضلع كل جهة منهما 5.1 متر. وقال لافبين أن هذين الحجرين «ليسا كما هو ظاهر من أصل طبيعي» بل يبدو أنهما خرجا من ألسنة لهب و«تذكر مادتهما بسبيكة تستخدم في بناء صواريخ إطلاق فضائية، في حين لم يكن هناك في مطلع القرن العشرين سوى طائرات مصنوعة من الخشب المعاكس». ويعتقد الباحث أن الحجرين يمكن أن يكونا من بقايا صحن طائر أو حتى مركبة فضائية من خارج الأرض. لكنه يُقرّ في الوقت نفسه بأن دراسة الحجرين لم تبدأ بعد. وأعلن لافبين عن اكتشاف آخر وهو العثور على حجر أبيض ضخم «بحجم مزرعة» مغروسة في قمة صخرة وسط التيغة التي اكتسحها الخراب.

## اقرأ أيضا
- نيزك تشيليابنسك
- نيزك بيرنغ
- مراقبة كويكبات تقترب من الأرض